# Koronglövészet
A koronglövészet a sportlövészet része, több mint 100 éves múltra visszatekintő sportág. Használatos még az agyaggalamb-lövészet kifejezés is, aminek valós alapja, hogy a sportág hajnalán élő galambokra is történt lövészet. Ma már ezt meghagyják a sportvadászok részére. 
A koronglövészet gyakorlatilag 2 csövű, leginkább egymás alatt elhelyezkedő, úgynevezett 'bock' elrendezésű, 12-es kalibernél nem nagyobb sörétes fegyverrel történik. (elvileg használható egycsövű, akár félautomata fegyver is, és kisebb kaliber, de nem jellemző) A lőszer mérete is szabályozott, hossza kinyílt állapotban 70 mm, és a konkrét versenyágtól függően maximum 28 gramm tömegű és 2,5 mm átmérőjű söréttel történhet (korongvadászat, vadász-skeet). Trap és skeet esetén a tömeg 24,5 gramm lehet. A szabvány (olimpiai) korong méretei: 100-105 gramm tömeg, 11 cm átmérő és 25-28 mm magasság. A korongvadászat során használt egyéb korongok ettől eltérhetnek, mind átmérőben, mind magasságban és ennek megfelelően súlyban is. A korongok alapszínei a felsőrész esetén narancssárga, az alsó rész pedig fekete, anyaga speciális agyag-műanyag keverék (már léteznek teljesen környezetbarát kivitelek is). Az ideális alapanyag kiválasztásakor a cél az, hogy a dobással járó erőhatás ne tegyen benne kárt, de a lövés során már akár egy szem söréttől eltörjön (szemmel látható darab váljon le belőle), ugyanis ez jelenti az érvényes találatot. Komoly versenyeken vagy döntők során használatosak a festékporral töltött korongok, amelyek találat esetén a nézők számára is látható módon jelzik a találatot, így téve élvezetesebbé a lövők teljesítményét.
A koronglövészetnek több ága van, elsősorban a régi hagyományokkal rendelkező, úgynevezett olimpiai koronglövészet, aminek jelenleg 2 fő verziója van: a legrégebbi a „trap” lövészet, az újabb keletű a „skeet” lövészet. Ezeket fogja össze az ISSF (International Shooting Sport Federation) sportszövetség. A másik ága szintén rövidebb előéletű, a magyar összefoglaló elnevezése korongvadászat. Nemzetközi szervezete a FITASC. Ennek is több verziója van, lényegében azonban megegyeznek: a vadászati szituációkat leginkább megközelítő módon dobott korongokra (például földön gurul - ún. nyúl, felkelő madarat imitáló - trap, stb...) történik lövés.

## Trap lövészet
A trap lövészetnél egy árokban, egymás mellett található 15 darab korongdobó gép, 5x3-as csoportban. A gépek állásonként véletlenszerűen balra, jobbra és egyenesen dobják a korongot, előre meghatározott sémák alapján, ahol a különböző dobási szögeket, magasságot, távolságot (75 méter) nemzetközi előírások szabályozzák. Ez biztosítja, hogy az országos és nemzetközi versenyeket azonos feltételek mellett rendezzék. A lövők az ároktól 10 méterre, egymástól kb. 2 méterre, egy vonalban sorakoznak fel, és a korongot vállba vett, célra tartott fegyverrel várják, egyszerre mindig csak egy lövő. A kérésre rögtön induló korongra 2 lövést tehetnek. Lövés után - megvárva, hogy a szomszédjuk is lőjön -, egy állással jobbra lépnek, és a következő lövést onnét teszik. Minden kör 5 lövésből áll, és minden menet - rotte - 5 körből, tehát összesen 25 korongból. Egy verseny - hacsak a kiírás másképp nem szól - 2 napon át tart, 75+50 korongból és a döntő újabb 25 korongjából áll. A döntőn általában már csak 1 darab lőszert tehetnek a fegyverbe, így nehezítve a versenyt. A női versenyzők 75 korongot lőnek.

## Skeet-lövészet
A skeet-lövészet sok mindenben eltér a traptól, kezdve a pálya formájától a dobott korongok útjáig. Ebben a sportágban a pálya félkör alakú (19,2 m sugárral), két végpontján 1-1 korongdobó géppel. A két gép különböző magasságban található, ezért 'nagytorony' és 'kistorony' az elnevezésük. A félkörön 7 darab lőállás található, szimmetrikus elhelyezésben. A nagytoronytól indulva sorszámozzák őket, 1-től 7-ig, a 8. állás pedig a kör középpontjában található (ezt az állást vezették be a legkésőbb, nehezítési szándékkal). Leginkább az óralap 3 és 9 óra közötti részére hasonlít. A korongokat 67 méterre dobják a gépek, és a 8. lőállástól (középső) kb. 5 méterrel kifelé kb. 4,6 m magasságban keresztezik egymás útvonalát, szintén szigorú előírások alapján. Egy rotte itt is 25 korongból áll, és az olimpiai rendezés esetén az 1,2,3 állásból a nagytoronyból induló szóló (1 db) korongra, majd a 2 toronyból egyszerre indított (2 db) korongokra adnak le lövést. A korong kérése leengedett (a váll vonalától kb.25 cm-re) fegyverrel indul, a kiadás pedig 0-3 mp-en belül történik (vadász-skeet-nél azonnal). Az egyedi korong esetén csak 1 darab lőszer tehető a fegyverbe, a kettős korongnál természetesen 2 darab. Ebből könnyen kitalálható, hogy a skeet esetén minden korongra csak 1 lövés adható le, nincs lehetőség korrigálásra (vadász-skeet esetén mindig 2 lövés adható le a szóló korongra is és nincs 8. állás). A 4. állásban (az óralap 6 órája) mindkét toronyból érkezik szóló korong és kettő darab együttes, ún. dublé korong is. A menet vége a 8., középső állásnál zárul, ahol mindkét toronyból 1-1 korongra kell lőni. Ezt az állást a legnehezebb megtanulni, mert itt szinte a versenyző feje fölött kell meglőni a korongot, tehát a felkapásra és lövésre kevesebb idő áll rendelkezésre, mivel a korongot a félpályáig meg kell lőni, különben nem érvényes találat. A komolyabb versenyek hasonlóan a traphoz, szintén 75+50 korongból és a döntő 25 korongjából állnak. A női versenyeken az alapszakasz csak 75 korongból áll.

## Ismert magyar koronglövők
- Halasy Gyula – ő nyerte a koronglövészet első olimpiai aranyérmét 1924-ben Párizsban
- Igaly Diána  – A világ eddigi egyetlen női lövője, aki két olimpián is dobogón állt. 1998-ban világbajnok lett, 2000-ben Sydneyben olimpiai bronzérmes, 2004-ben Athénban olimpiai bajnok lett.